# Chamerauer (Adelsgeschlecht)

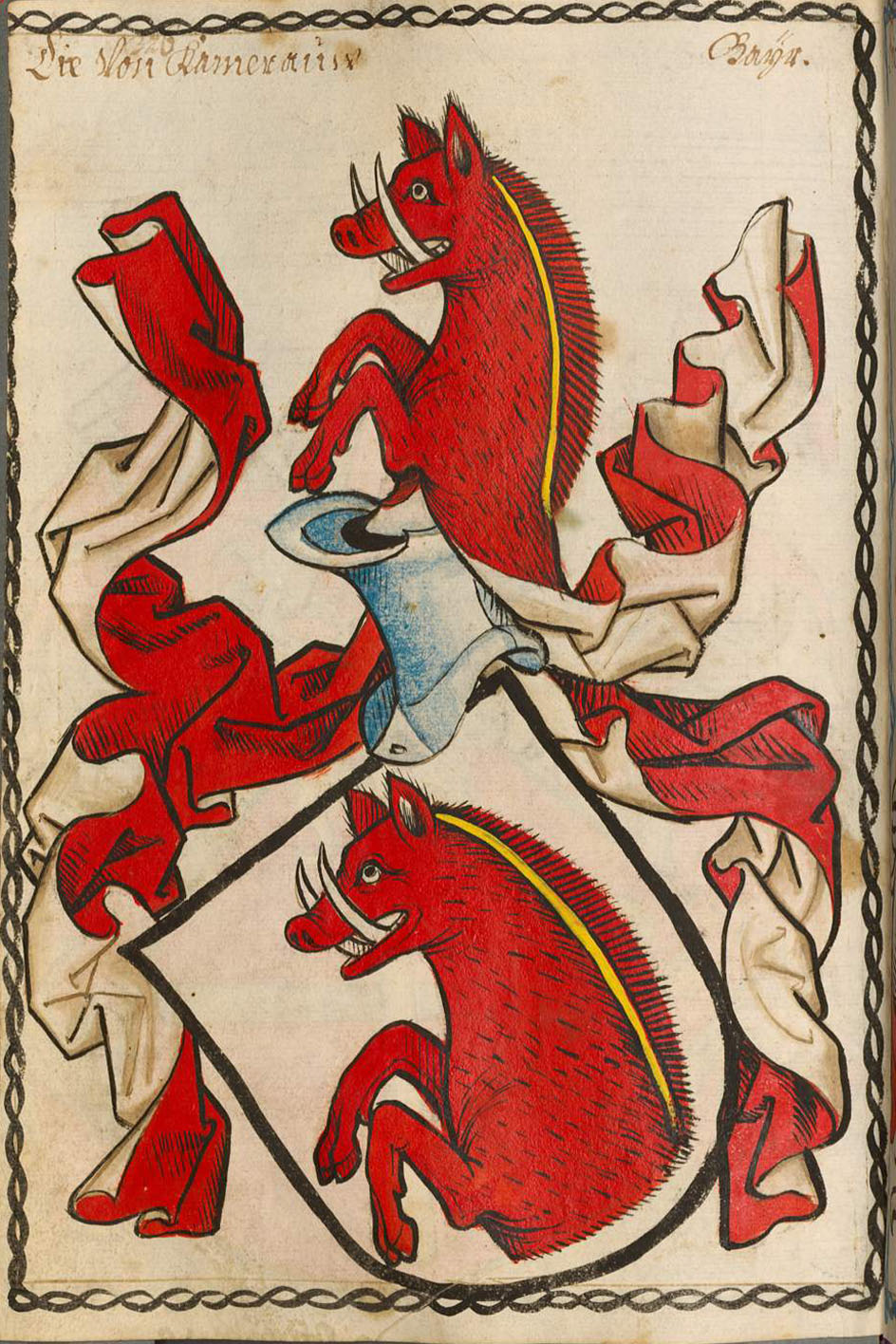
Wappen derer von Chamerau im Scheiblerschen Wappenbuch

Die Chamerauer waren vom 11. bis zum Ende des 15. Jahrhunderts ein bedeutendes bayerisches Adelsgeschlecht im Oberen Bayerischen Wald. Sie müssen ursprünglich als Ministeriale der Diepoldinger angesehen werden. Ihr Stammsitz war die Burg Chamerau, die zur Überwachung des Verkehrsweges zwischen Cham und Kötzting und der Furt über den Regen errichtet wurde.

## Geschichte
Als einer der ersten der Chamerauer ist 1180 ein Puchard de Chamerave urkundlich genannt. Schon früh – vermutlich 1204 – sind die Chamerauer nach dem Aussterben der Chamer Linie der Diepoldinger auf die Burg Haidstein gezogen, die als Lehen der Wittelsbacher vergeben wurde. Chamerau bzw. Lengau, wie die Hofmark früher hieß, wurde sodann durch eigene Pfleger verwaltet. Die St.-Anna-Kapelle zu Chammünster wurde in der Zeit zwischen 1367 und 1393 als Grablege für die Ritter von Chamerau erbaut. Hier sind historische Grabplatten mit dem Chamerauer Wappen im Inneren der Kapelle erhalten.
Die Chamerauer hatten im Laufe der Zeit viele Besitzungen inne: Die Burg Niederviehhausen kam nach 1368 als Pfand des bayerischen Herzogs in den Pfandbesitz des Hiltprant Chamerauer. Dieser hatten auch Oberviehhausen inne. 1389 versetzte aber Hiltprand der Chamerauer die Burg an Hadamar VI. den Jüngeren von Laber.
1361 verkaufte der Ritter Heinrich von Steim(n) die Feste Grafentraubach an Peter Chammerauer zu Heilstein. Am 16. Oktober 1367 erscheint hier als nächster Albrecht der Propst von Grafentraubach. Auch das Schloss Wörth war 1345 an die Chamerauer verpfändet.
Die Chamerauer erscheinen vor allem in den Turnierbüchern des Herolds Georg Rüxner („Jetz kommen die von Cammeraw mit der roten Wilden Saw“): Der Ritter Wunbold soll im 6. Turnier zu Trier 1019 teilgenommen haben und wird danach im 7. Turnier zu Hall in Tirol 1042 als Turniervogt genannt, war also für den ordnungsgemäßen Ablauf des Turniers zuständig und hat am Ende des Turniers die Sieger festgestellt. Leonhard Chamerau hat 1080 an dem Turnier zu Augsburg teilgenommen, Georg von Chamerau wird 1209 bei dem Turnier zu Worms genannt, Peter Chamerau sowie Udalricus und Conrad turnierten 1396 zu Regensburg, 1439 erschien ein Chamerauer beim Turnier zu Landshut und Ulrich der Chamerauer wird 1487 auf dem Turnier zu Regensburg genannt.
Die Glanzperiode der Chamerauer fällt in die Zeit, als Albrecht I., Sohn des Kaisers Ludwig des Bayern, bei der Teilung Bayerns 1353 Herzog von Straubing-Holland wurde (1353 bis 1385) und seine Regierungszeit zumeist in Holland verbrachte. Die Verwaltung von Niederbayern-Straubing lag viele Jahre lang in den Händen der Chamerauer. Zu nennen sind hier vier Brüder: der Kammermeister (1375) Peter der Chamerauer, der Hauptmann in Bayern Heinrich der Chamerauer (1358), der Vizedom Ulrich der Chamerauer (1304) und der Hofmeister Friedrich der Chamerauer. 1365 verloren sie all diese hohen Ämter wegen Untreue und Hinterziehung von Einnahmen. Ob diese Beschuldigungen zu Recht bestanden, ist ungeklärt; jedenfalls wurden sie nach und nach rehabilitiert. Eine Barbara Chamerauer, geborene von Camer, hatte vor ihrer Verehelichung 1437 die Stellung einer Hofjungfrau inne; Ursula Charmerauer war 1434 Äbtissin des Klosters Seligenthal.
Die Chamerauer saßen ab 1352 auf der Burg Chameregg. Ein Eisenreich von Chameregg findet sich 1322 in einer Urkunde, die Burg Chameregg selbst wird erst 1352 zum ersten Mal genannt. Zu dieser Zeit ist Konrad von Chameregg aus der Familie der Chamerauer der Besitzer.
Der letzte der Chamerauer, der die Burg Chamerau besaß, war Peter der Chamerauer († 1452). Nach seinem Tode zogen Gläubiger in sein Schloss ein.
Ulrich VI. der Chamerauer war der Letzte auf der Burg Haidstein, mit ihm erlosch das Geschlecht der Chamerauer. Über dessen Tochter fiel Haidstein dann an die Nothafft auf Runding.
Um die Mitte des 15. Jahrhunderts verarmte das Geschlecht der Chamerauer. Da die Chamerauer ihren großen Aufwand aus den Einkünften ihrer Güter nicht mehr bestreiten konnten, verlegten sie sich nach dem Beispiel manch anderer Edelleute des Bayerischen Waldes auf den Straßenraub. Wiguleus Hund schrieb in seinem Stammbuche: „1446. Nachdem auf dem Nordgau vor dem Walde die Reuterey und Rauberey überhand nahm, ließ Herzog Albrecht, Graf zu Vohburg, ihrer elf fangen und zu Straubing enthaupten. Darunter zwen Chamerauer. Wurden mit Namen nicht genannt.“

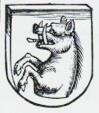
Wappen derer von Chamerau

## Trivia
Die Gemeinde Chamerau führt heute noch den „golden bewehrten roten Eberrumpf“ aus dem Wappenbild der Chamerauer als Gemeindewappen.